# Jean-François-Marie Cart
Pour les articles homonymes, voir Cart.
Jean-François-Marie Cart (30 août 1799, Mouthe - 13 août 1855, Nîmes) est un prélat, évêque de Nîmes de 1837 à 1855.

## Biographie
Il est le fils de Claude François Cart, avocat et notaire à Mouthe et de Jeanne Françoise Favrot, deux vieilles familles meuthiardes. Il fait ses études au collège de Pontarlier où il est décrit comme farceur et tracassier, puis aux séminaires de Nozeroy, Ornans, Besançon. Il est d'abord vicaire de l'abbé Bonjour à Pontarlier, puis dirige le séminaire de Besançon et devient vicaire général de l'archevêché. Il est nommé évêque de Nîmes le 22 décembre 1837. Frappé par la maladie à partir de 1851, il meurt le 13 août 1855 dans ses fonctions épiscopales. Il repose au cimetière Saint-Baudile de Nîmes sous un imposant monument avec gisant.